# Quatuor Vagabond
Le Quatuor Vagabond est un groupe musical fondé en 2002 avec le spectacle En Escale.
Constitué de musiciens professionnels de formation classique ou jazz : Philippe Arestan, violoniste ; Philippe Borecek, accordéoniste ; Manuel Peskine, pianiste ; Laurent-Yann Guiguen, violoncelliste. Ce dernier a quitté le groupe en 2004. Depuis, le Quatuor Vagabond joue en trio. D'où le nom de leur spectacle créé en 2006 au Festival Off d'Avignon : Le Quatuor Vagabond en trio, mis en scène par Yves-Achille-Marie Aubry, avec le soutien de l'Adami. 
En 2008, Éric Fauveau les met en scène pour deux spectacles : Opa Tsupa! créé au festival Off d'Avignon avec les soutiens de l'Adami et de la Spedidam, et Le Petit Kabaret Nomade destiné au jeune public. 
- 2010 : Le Quatuor Vagabond en concert voyage musical d'Argentine aux Balkans.
- 2010 : "'Kolomeyka album 12 titres, enregistré au Studio LDC de Montreuil.
- 2011 : Zanko et la poule noire, conte tzigane en coproduction avec la Cie Tellem Chao, mis en scène par Éric Fauveau.
- 2012 : La Flûte Enchantée chez les Tziganes en coproduction avec la Cie Tellem Tchao, mis en scène par Éric Fauveau.